# Ahir
Ahir è un gruppo etnico indiano, alcuni membri dei quali si identificano come facenti parte della comunità Yadav a causa del fatto che considerano i due termini come dei sinonimi.
Gli ahir sono descritti sia come casta che come clan, che come comunità che come tribù.
Loro governarono su differenti parti dell'India e del Nepal.